# Dutch Food Valley Classic 2011
La Dutch Food Valley Classic 2011, ventiseiesima edizione della corsa, valida come evento dell'UCI Europe Tour 2011 categoria 1.1, si svolse il 19 agosto 2011 su un percorso di 202,4 km. Fu vinta dall'olandese Theo Bos, che terminò la gara in 4h 28' 36" alla media di 45,2 km/h.
Furono 104 i ciclisti che portarono a termine la competizione.

## Ordine d'arrivo (Top 10)
| Pos. | Corridore           | Squadra         | Tempo    |
| ---- | ------------------- | --------------- | -------- |
| 1    | Theo Bos            | Rabobank        | 4h28'36" |
| 2    | Wim Stroetinga      | Net. Track Team | s.t.     |
| 3    | Stefan van Dijk     | Verandas Wil.   | s.t.     |
| 4    | Yoeri Havik         | Cyc. de Rijke   | s.t.     |
| 5    | Michaël Van Staeyen | Topsport Vl.    | s.t.     |
| 6    | Kenny De Haes       | Omega Pharma    | s.t.     |
| 7    | Roy Hegreberg       | Sparebanken     | s.t.     |
| 8    | Remco te Brake      | Cyc. de Rijke   | s.t.     |
| 9    | James Vanlandschoot | Verandas Wil.   | s.t.     |
| 10   | Iljo Keisse         | Quickstep       | s.t.     |